# Bundesautobahn 9

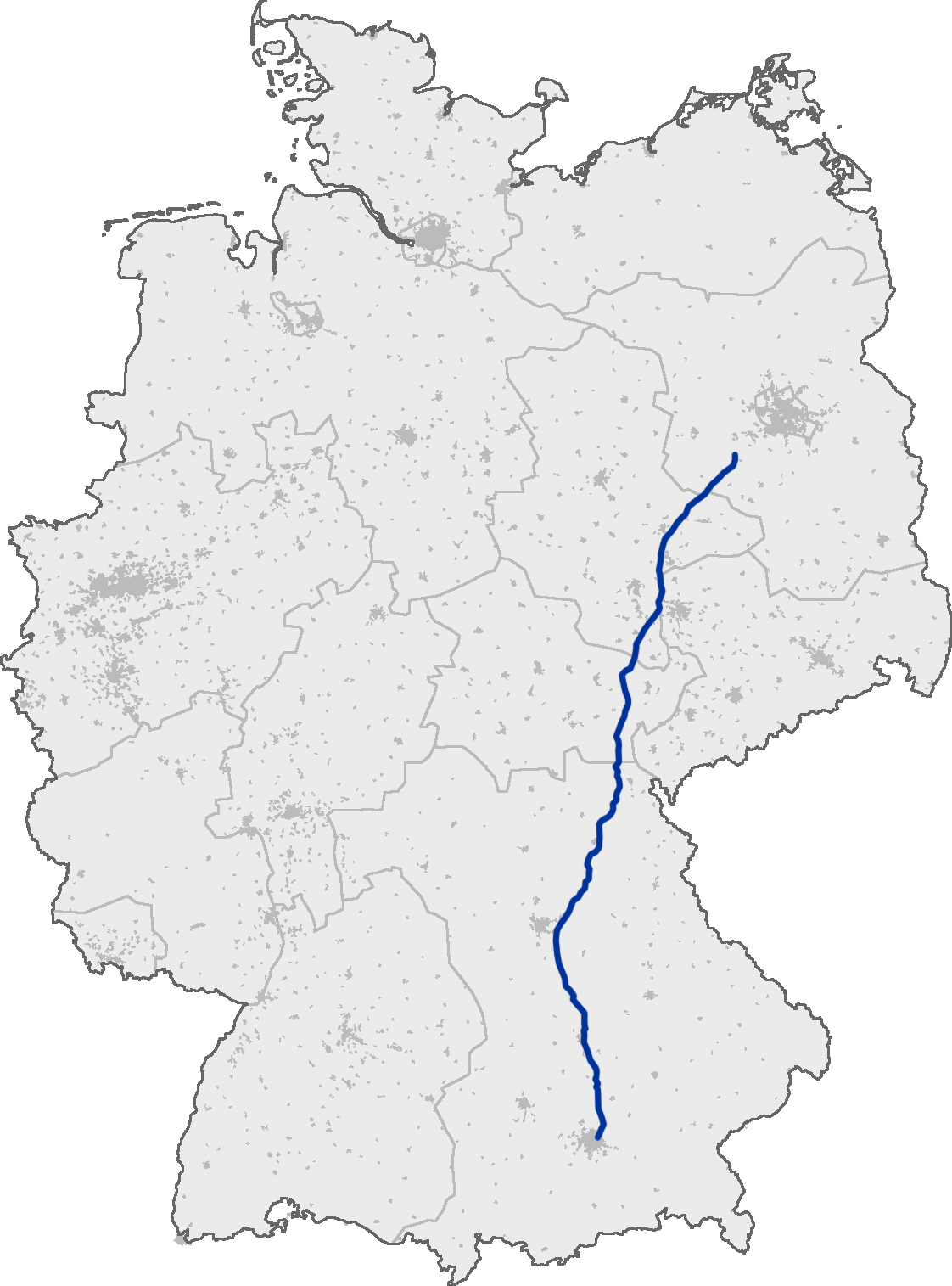
Mapa da localização da auto-estrada A 9 in Deutschland

Bundesautobahn 9 (em português: Auto-estrada Federal 9) ou A 9, é uma auto-estrada na Alemanha.
A Bundesautobahn 9 tem 529 km de comprimento.

## Estados
Estados percorridos por esta auto-estrada:
- Brandemburgo
- Saxônia-Anhalt
- Saxônia
- Turíngia
- Baviera